# Yangquan
Yangquan (阳泉 ; pinyin : Yángquán) est une ville de l'est de la province du Shanxi en Chine.

## Subdivisions administratives
La ville-préfecture de Yangquan exerce sa juridiction sur cinq subdivisions - trois districts et deux xian :
- le district urbain de Yangquan - 城区 Chéng Qū ;
- le district minier de Yangquan - 矿区 Kuàng Qū ;
- le district suburbain de Yangquan - 郊区 Jiāo Qū ;
- le xian de Pingding - 平定县 Píngdìng Xiàn ;

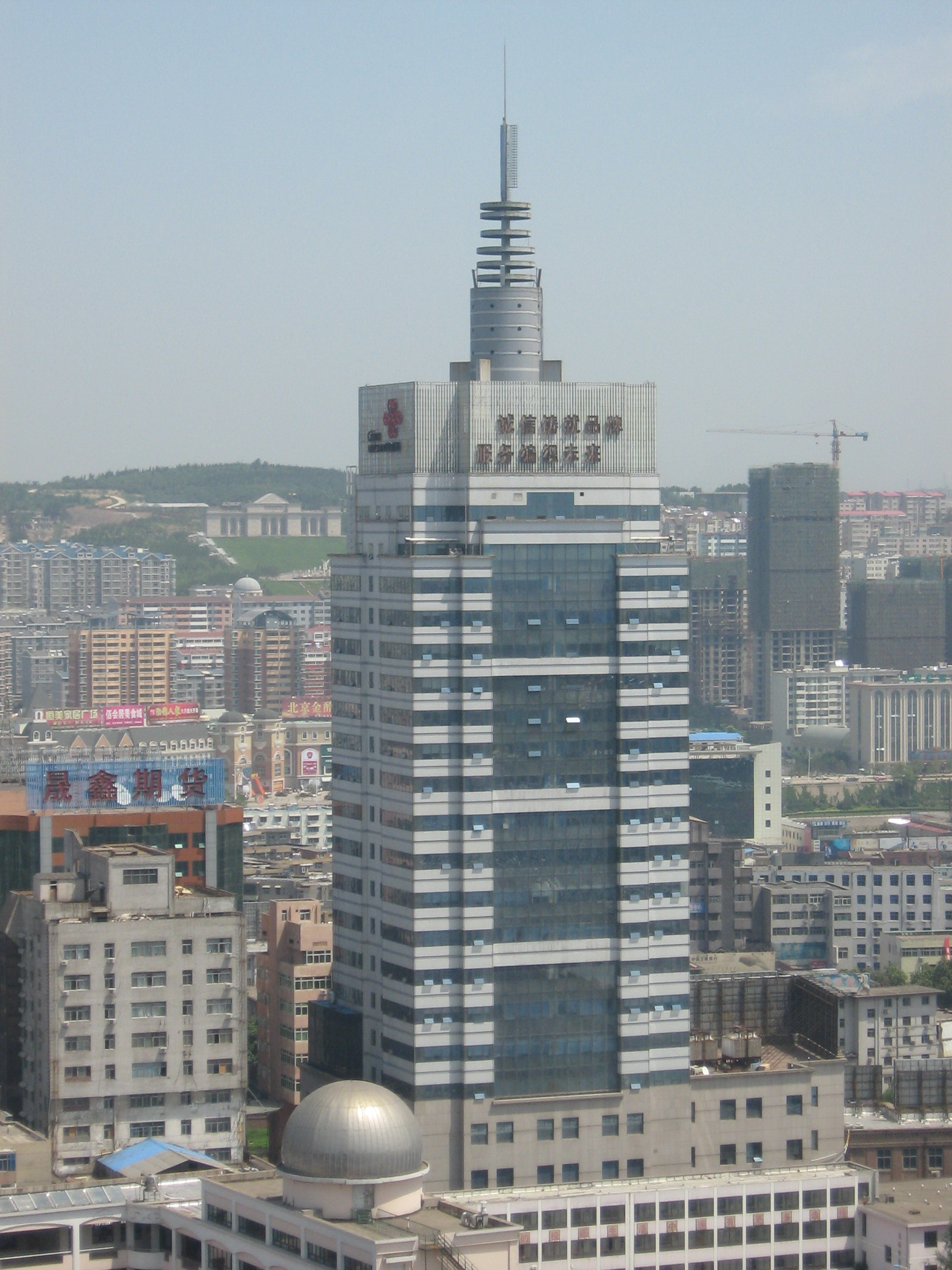
Yangquan, Shanxi, Chine

- le xian de Yu - 盂县 Yù Xiàn.